# Proteína Smac/Diablo

## SMAC/DIABLO
SMAC/DIABLO é uma proteína mitocondrial que em seres humanos é codificada pelo gene "DIABLO" (sigla em inglês para "proteína de ligação-IAP direta com baixo pI") no cromossomo 12.    Também é conhecido como SMAC (sigla em inglês para "segundo ativador mitocondrial de caspase"). Essa proteína promove a ativação da Caspase-9 pela ligação ao inibidor de proteínas de apoptose (IAPs) e por remoção de suas atividades de inibição. Devido a sua função em favor da apoptose , SMAC é associada a um largo espectro de tumores, e pequenas moléculas miméticas de SMAC têm sido desenvolvidas para aprimorar tratamentos de câncer. 

## Estrutura

### Proteína
Esse gene codifica um dímero proteico em forma de arco de 130Å. O produto completo da proteína apresenta 239 resíduos, dos quais 55 incluem a sequência do peptídeo sinal mitocondrial (MTS - mitochondrial-targetingsequence) na região N-terminal. Porém, uma vez que o produto integral da proteína é deslocado para o interior da mitocôndria, essa sequência é quebrada para produzir uma proteína madura de 184 resíduos.  , a sequência de quatro aminoácidos liga o domínio BIR3 de XIAP para formar um complexo estável entra SMAC e XIAP. A estrutura também facilita a ligação SMAC-XIAP por meio do domínio BIR2, ainda que ela não seja formada até que a proteína seja liberada no citosol como resultado da permeabilização da membrana externa da mitocôndria. Assim, mutantes monoméricos SMAC ainda podem ligar o domínio BIR3, mas não o domínio BIR2, que compromete a função inibitória da proteína. Mutações na sequência AVPI geram perda de função, embora SMAC ainda seja capaz de apresentar funções independentes de ligação-IAP, como induzir a marcação de XIAP por ubiquitina.

### Gene
Uma série de variantes de transcrição porsplicing alternativo que codificam diferentes isoformas proteicas têm sido descritas para esse gene, mas a validade de alguns transcritos e suas fases de leitura aberta previstas não têm sido determinadas de forma conclusiva. Duas conhecidas isoformas conhecidas carecem de MTS e domínio de ligação-IAP, sugerindo localização subcelular e função diferenciais.

### Funções
O SMAC é uma proteína mitocondrial que promove a ativação da apoptose dependente do citocromo C e do receptor TNF pela inibição do efeito da PIA - uma proteína que regula negativamente a apoptose, ou morte celular programada. O SMAC é normalmente uma proteína mitocondrial localizada no espaço intermembranar mitocondrial, mas entra no citosol quando as células sofrem apoptose. Através da via intrínseca da apoptose, proteínas BCL-2, como BAK e BAX, formam um poro na membrana mitocondrial externa, levando à permeabilização da membrana mitocondrial e à liberação de ambos, citocromo C e SMAC. Enquanto citocromo c ativa diretamente APAF1 e caspase 9, SMAC se liga IAP, tais como proteínas XIAP e CIAP, para inibir a sua atividade de ligação a caspase e permitir a ativação de caspase da apoptose. O SMAC é expresso de forma onipresente em muitos tipos de células, implicando-o em vários processos biológicos envolvendo a apoptose. Atualmente, funções não apoptóticas para SMAC permanecem obscuras.  

### Significância Clínica
O SMAC está envolvido no câncer e sua super expressão está ligada ao aumento da sensibilidade das células tumorais à apoptose. Até agora, observou-se que a super expressão de SMACs opõe-se à progressão do câncer no carcinoma espinocelular de cabeça e pescoço, carcinoma hepatocelular, linfoma de Hodgkin, câncer de mama, glioblastoma, câncer de tireoide, carcinoma de células renais, tumores de células germinativas testiculares, câncer colorretal, câncer de pulmão e bexiga,  câncer endometrial endometrioide, assim como outros sarcomas. No entanto, a relação exata entre SMAC e leucemia e doenças hematológicas permanece controversa. A monoterapia de miméticos de SMAC exibe efeitos citotóxicos aprimorados em linhagens de células leucêmicas em comparação à terapia combinada com outras drogas, que é comumente mais eficaz em outros tipos de câncer.  
	Após a elucidação experimental da estrutura do SMAC, miméticos de moléculas pequenas SMAC foram desenvolvidos para imitar o tetrapeptídeo AVPI no domínio de ligação IAP do SMAC, que é responsável pela ligação dos domínios BIR3 em IAPs como XIAP, cIAP1 e cIAP2 para induzir a morte celular, e, às vezes, necroptose. Vários dos numerosos miméticos do SMAC projetados na última década estão passando por testes clínicos, incluindo o SM-406 da Bai e colegas e dois miméticos da Genentech. Esses miméticos também são projetados para atingir células tumorais diretamente por meio da interação com proteínas inflamatórias, como a IL-1β, que são comumente produzidas por lesões tumorais sólidas. Notavelmente, estudos pré-clínicos indicam que o uso de miméticos de SMAC em conjunto com quimioterápicos, ligantes e agonistas de receptores de morte, assim como drogas direcionadas a moléculas pequenas aumentam a sensibilidade das células tumorais a esses tratamentos. Além de melhorar o sucesso da eliminação do tumor, essa sensibilidade aumentada pode permitir doses menores, minimizando os efeitos colaterais e, ao mesmo tempo, mantendo a eficácia. No entanto, ainda existe o potencial de efeitos colaterais, como níveis elevados de citocinas e quimiocinas em tecidos normais, dependendo do ambiente celular. 
	Além dos cânceres, as mutações na SMAC/DIABLO estão associadas ao surto de surdez não sindrômica entre jovens adultos. 

### Interações
O SMAC-DIABLO demonstrou interagir com:
- cIAP1 [14]
- cIAP2
- BIRC5 [15]
- LTBR [16]
- XIAP [17] [18] [19] [20]